# Backbeat : Cinq Garçons dans le vent
Pour les articles homonymes, voir Backbeat (homonymie).
Pour plus de détails, voir Fiche technique et Distribution.
Backbeat : Cinq Garçons dans le vent (titre original : Backbeat) est un film britannique et allemand réalisé par Iain Softley, sorti en 1994. Le film retrace les débuts des Beatles, à Hambourg en 1960-61, jusqu'aux prémices de la beatlemania.

## Synopsis
Les Beatles se rendent à Hambourg (Allemagne) pour une série d'engagements dans les clubs du quartier chaud de Sankt Pauli. Ils essayent de se faire remarquer par un éditeur pour enregistrer un disque. Ils y rencontreront Astrid Kirchherr et Klaus Voormann. Le film se concentre sur les rapports entre John Lennon et Stuart Sutcliffe et sur l'histoire d'amour de ce dernier avec Astrid Kirchherr. Sutcliffe quitte les Beatles pour s'installer à Hambourg avec sa promise, laissant la basse à Paul McCartney, et tandis que le groupe de Liverpool progresse vers la célébrité, il décède à 21 ans d'une hémorragie cérébrale…

## Fiche technique
- Titre français : Backbeat : Cinq Garçons dans le vent
- Titre original : Backbeat
- Réalisation : Iain Softley
- Production : Finola Dwyer, Stephen Woolley
- Scénario : Iain Softley, Michael Thomas (de), Stephen Ward
- Musique : Don Was
- Image : Ian Wilson
- Montage : Martin Walsh
- Son : Chris Munro
- Décors : Joseph Bennett
- Costumes : Sheena Napier
- Production : Finola Dwyer, Stephen Woolley
- Société de production : PolyGram Filmed Entertainment
- Pays d'origine :  Royaume-Uni /  Allemagne
- Dates de tournage : 16 avril 1993 - 11 juin 1993
- Langue : anglais
- Format : Couleurs - 1,85:1 - Dolby Digital - 35 mm
- Genre : Musical
- Durée : 100 minutes
- Dates de sortie : 
  -  États-Unis : 14 avril 1994
  -  France : 15 juin 1994

## Distribution
- Stephen Dorff : Stuart Sutcliffe
- Sheryl Lee (VF : Isabelle Ganz) : Astrid Kirchherr
- Ian Hart : John Lennon
- Gary Bakewell : Paul McCartney
- Chris O'Neill : George Harrison
- Paul Duckworth : Ringo Starr
- Scot Williams : Pete Best
- Kai Wiesinger : Klaus Voormann
- Jennifer Ehle : Cynthia Powell
- Wolf Kahler : Bert Kaempfert
- James Doherty : Tony Sheridan